# Nizâm al-Mulk Asaf Jâh II
Fateh Jang Nizâm ad-Dawla `Alî Khan Bahadur Nizâm al-Mulk Asaf Jâh II ou Nizâm `Alî Jâh est le second des sept souverains ayant pris le nom d'Asaf Jâh et le cinquième de la dynastie des Nizâm de l'Hyderâbâd en 1762. Il est le quatrième fils de Nizâm al-Mulk Asaf Jâh Ier et le troisième à régner sur l'Hyderâbâd. Il est né le 7 mars 1734. Il règne sous le nom d'Asaf Jâh II jusqu'à sa mort le 6 août 1803.

## Biographie
En 1751, Muhyi ad-Dîn Muzaffar Jang est tué lors d'une bataille contre le Nabab de Kurnool au col de Lakkireddipalle. Le troisième fils de Nizâm al-Mulk Asaf Jâh Ier, Asaf ad-Dawla Salâbat Jang est envoyé comme ambassadeur par leur aîné Ghazi ad-Dîn Firuz Jang. Le 13 février 1751, Asaf ad-Dawla Salâbat Jang en profite pour se faire proclamer successeur de Muhyi ad-Dîn Muzaffar Jang dans le camp près Lakkireddipalle avec le soutien des Français. L'aîné a cependant été reconnu par l'empereur moghol Ahmad Shâh Bahâdur comme souverain du Deccan avec le titre de Nizâm al-Mulk par un décret (firman) du 31 janvier 1751.
Le 16 octobre 1752, Ghazi ad-Dîn Firuz Jang est empoisonné par Umda Begum, mère de Nizâm `Alî Jâh, avant d'avoir pris le pouvoir qui reste aux mains d'Asaf ad-Dawla Salâbat Jang jusqu'en 1762.
En 1758, Nizâm `Alî Jâh est nommé plénipotentiaire du 17 juin 1759 au 27 septembre 1760.
En 1762, l'arrivée au pouvoir de Nizâm `Alî Jâh est assez chaotique. Il destitue son frère Asaf ad-Dawla Salâbat Jang l'emprisonne le 8 juillet 1762. Asaf ad-Dawla Salâbat Jang meurt assassiné en prison le 16 septembre 1763.

### Le règne
En 1763, Nizâm `Alî Jâh devient Asaf Jâh II. Il transfère sa capitale d'Aurangâbâd vers Hyderâbâd. Son long règne est marqué par plusieurs évènements d'importance.
Le 22 février 1775, sa mère Umda Begum meurt à Hyderâbâd.
En avril 1779, John Holland est envoyé à Hyderâbâd par le gouvernement britannique comme ambassadeur.
En 1791, il envoie son second fils Mir Akbar `Alî Khân en campagne contre Tipû Sâhib de Mysore ce qui lui vaut le titre de Sikander Jâh (digne d'Alexandre).
En 1795, Asaf Jâh II est vaincu par les Marathes et doit leur céder la forteresse de Daulatabad, Aurangâbâd et Sholapur et doit payer une indemnité de 3 000 000 de roupies. En août 1795, le fils aîné d'Asaf Jâh II se rebelle contre son père. Il est vaincu et emprisonné. On le retrouve mort sur les berges de la rivière Munjira le 24 novembre 1795.
Le 1er septembre 1798, il signe un traité de d'alliance perpétuelle avec la Compagnie anglaise des Indes orientales. L'Hyderâbâd, qui a une étendue et une population comparables à celles du Royaume-Uni, devient un État princier des Indes britanniques
Le 25 mars 1798, décès du général et aventurier français Monsieur Raymond qui était le conseiller militaire d'Asaf Jâh II.
En 1799, Asaf Jâh II s'estime menacé par Tipû Sâhib de Mysore. Il est vaincu avec ses nouveaux alliés britanniques. Il doit céder à Tipû Sâhib les districts de Cuddapah et de Khammam.

## La mort
Asaf Jâh II meurt à l'âge de 69 ans, le 6 août 1803, dans le palais Chowmahalla à Hyderâbâd qu'avait commencé à construire Mir `Alî Salâbat Jang en 1750. Asaf Jâh II est enterré dans la mosquée Mecca Masjid à Hyderâbâd, à côté de la tombe de sa mère. Son deuxième fils, Mir Akbar Ali Khan, lui succède sans contestation sous le nom d'Asaf Jâh III.

## Descendance
Asaf Jâh II a eu plusieurs épouses qui lui donnent onze fils et douze filles.